# Национален музей на румънската литература
Националният музей на румънската литература (на румънски: Muzeul Naţional al Literaturii Române) е музей в Букурещ, посветен на румънската литература. Той е основан през 1957 г. от академик Думитру Панайтеску – Перпесициус.
При откриването му 1 юни 1957 г. музеят заема къщата на Тома Стелиан на улица „Киселев“ №10. В периода 1964 – 1966 г. е преместен в бившата къща на писателя Михаил Садовяну на ул. „Музей Замбациан“ №151, а от 1967 г. седалището му е в къщата на Скарлат Крецулеску на бул. „Дачия“ №12. През 2014 г. е временно затворен поради реституция на сградата и прави временни изложби в пресцентъра. От 21 март 2017 г. музеят разполага с нов изложбен център в сграда, принадлежаща на генерал Леон Маврокордат, намираща се в ул. „Николае Кретулеску“ №8.
Музеят съхранява над 300 000 ръкописа, дарени и стари книги, включително някои инкунабули на възраст над 500 години, които се оценяват на над 1 милиард евро. Сред тях са и ръкописите на Марсел Пруст, Томас Ман, Пол Валери, Джовани Папини, Джузепе Унгарети и Михай Еминеску. Колекциите са допълнени от стари и редки книги, историко-литературни документи, пластика (графика, живопис, скулптура), периодични издания, предмети и мемориални мебели, снимки, аудио-видео записи.
|  | Тази страница частично или изцяло представлява превод на страницата Muzeul Naţional al Literaturii Române din Bucureşti в Уикипедия на румънски. Оригиналният текст, както и този превод, са защитени от Лиценза „Криейтив Комънс – Признание – Споделяне на споделеното“, а за съдържание, създадено преди юни 2009 година – от Лиценза за свободна документация на ГНУ. Прегледайте историята на редакциите на оригиналната страница, както и на преводната страница, за да видите списъка на съавторите. ВАЖНО: Този шаблон се отнася единствено до авторските права върху съдържанието на статията. Добавянето му не отменя изискването да се посочват конкретни източници на твърденията, които да бъдат благонадеждни. |